# Sparrplatz
Der Sparrplatz liegt im Berliner Ortsteil Wedding im Quartier Sprengelkiez, einem Gebiet mit rund 51 Hektar Fläche und 16.633 Einwohnern (Stand: Dezember 2014).
Der langgezogene Platz war bereits 1862 als Platz B und Straße 4a der Abt. XI des Hobrecht-Plans angelegt und erhielt am 4. August 1897 seinen Namen nach dem ersten Feldmarschall Otto Christoph von Sparr. Der Platz wird auf beiden Seiten von der Sparrstraße eingefasst; eine Postadresse für den Platz gibt es nicht. 1902 wurde von Hermann Mächtig ein erster Entwurf für die Gestaltung vorgelegt. 1919 und 1939 wurde der Platz jeweils umgestaltet. Nach Instandsetzung und Neugestaltung 1950 und 1954 erhielt der Platz 1979 sein heutiges Aussehen.
Aufgrund seiner Lage und Ausstattung ist der Platz eher als Stadtteilpark zu sehen. Durch die Unterversorgung der Umgebung mit öffentlichen Freiflächen liegt der Fokus auf wohnungsnaher Erholung. Der Konflikt zwischen Nutzungsdruck und begrenzter Fläche bestimmt die Gestalt des Sparrplatzes bis heute.

## Geschichte
James Hobrecht hatte den Platz B ursprünglich als großzügige Anlage im Stil der englischen Squares konzipiert. Er hatte dabei das Bild eines bürgerlichen Wohnviertels vor Augen. Im Erläuterungsbericht zum Bebauungsplan heißt es, der Platz „möchte square-artig auszubilden sein, auf demselben soll der Hauptstraßendamm zur rechten (nach der Müllerstraße) liegen, während auf der linken Seite Vorgärten mit einem schmalen Straßendamm anzulegen sein möchten“. Mit Eröffnung des Bahnhofs Berlin-Wedding im Jahr 1872 wurde der Platz jedoch durch die Verbindungseisenbahn vom südlichen, schon besiedelten Teil Weddings abgeschnitten, sodass Hobrechts Planung hinfällig war.
Bis 1888 war der größte Teil der an den Platz angrenzenden Grundstücke in den Besitz der Grundrentengesellschaft gelangt. Innerhalb kurzer Zeit wurde auf der Westseite des Platzes über 13 Parzellen hinweg eine 5- bis 6-geschossige Bebauung errichtet. Zur Profitmaximierung wurde die Platzfläche auf sumpfige, nicht bebaubare Bereiche reduziert, sodass nurmehr eine verbreiterte Straße verblieb. Am 4. August 1897 erhielt der Platz seinen Namen nach Otto Christoph von Sparr (1605–1668), einem brandenburgischen Feldmarschall. Als 1902 von Hermann Mächtig der erste Entwurf für den Platz vorgelegt wurde, war die Umgebung des Platzes weitestgehend bebaut. 1905 beschloss die Stadtverordnetenversammlung von Berlin, das bisher gewerblich genutzte Areal zu kaufen.
Der Plan von Mächtig sah drei Platzbereiche vor: einen mittleren mit Rasenflächen und einem Becken mit Springbrunnen sowie die beiden Seitenteile mit je einem länglichen Spielplatz. In den Übergangsbereichen waren hainartige Anpflanzungen von Ulmen vorgesehen. Von den veranschlagten Kosten von 26.040 Mark wurde 1906 eine erste Rate von 6.000 Mark zur Verfügung gestellt, sodass nur eine Teilfläche gestaltet werden könnte. Auf den restlichen Flächen wurde gewerbliche Nutzung zugelassen. 1909 wurde die gesamte Anlage fertiggestellt. Schon im selben Jahr wurde berichtet, dass spielende Kinder die Anpflanzungen zerstören würden. Selbst als der Platz durch zwei Wächter bis 22 Uhr bewacht wurde, wurden noch Klagen laut, auch weil Pflanzen durch herumlaufende Hühner zerstört wurden. In den Jahren des Ersten Weltkriegs nahmen die Zerstörungen weiter zu, sodass das Gartenbauamt die Reste von Strauchgruppen und die nicht zu erhaltenen Rasenflächen entfernen ließ.
Im Jahr 1919 wurden die verwahrlosten Pflanzungen und Spielplätze unter der Leitung von Albert Brodersen erneuert, zudem wurden drei Rasenflächen angelegt. Durch die große Zahl an Kindern wurden zwei zusätzliche Sandspielkästen aufgestellt, die sich jedoch als viel zu klein herausstellten und häufig verschmutzt wurden. Aus gesundheitlichen Gründen wurde eine vollständige Überarbeitung der Anlage angeordnet, für die Rudolf Germer 1931 einen Entwurf vorlegte. Dieser sah in der Mitte einen Sandkasten und eine Plansche vor. Daneben entstanden jeweils freie Rasenflächen, zur Straße hin abgegrenzt durch dichte Gehölzgruppen, an den Rändern Ruheplätze für ältere Leute.
Nach dem Zweiten Weltkrieg wurde der Platz bis 1949 parzelliert zur Lebensmittelversorgung genutzt. Wie viele andere Grünanlagen musste der Platz nach dem Krieg instand gesetzt werden, was hier 1950 notdürftig erfolgte. 1954 wurde der Platz in Anlehnung an die Vorkriegsgestaltung neu angelegt. Dabei entstand auch der erste Verkehrskindergarten Berlins, der 1971 an die Gottschedstraße verlagert wurde, wo er bis heute existiert. Wegen der erneuten Verwahrlosung drängte eine Bürgerinitiative auf eine Erneuerung des Platzes, die 1979 für rund 900.000 Mark durchgeführt wurde. Es entstand der heutige Platz mit abgesenkter Ballsportfläche, gepflastertem Mittelbereich mit Ruhe- und Sitzmöglichkeiten sowie großzügigem Spielbereich.